# Heinrich von Zurmühlen
Heinrich Anton Maria von Zurmühlen (* 23. März 1776 in Lamberti; † 5. Oktober 1849) war ein deutscher Landwirt, Amtmann und Abgeordneter.
Von Zurmühlen, der katholischer Konfession war, wurde am 25. März 1776 getauft. Er lebte als Landwirt in Hohenholte und war Amtmann im Amt Havixbeck. 1845 war er Mitglied im Provinziallandtag der Provinz Westfalen für den Wahlbezirk Ost-Münster, den Kreis Münster und den Stand der Landgemeinden. 1847 nahm er am Ersten Vereinigten Landtag in Berlin teil. Nach der Märzrevolution war er 1848 auch Mitglied im Zweiten Vereinigten Landtag.